# Igromania
Igromania es una revista de videojuegos rusa: inicialmente una revista mensual y luego un sitio web. La revista impresa fue publicada de septiembre de 1997 a diciembre de 2018 por la editorial Tejnomir (en 2013 cambió su nombre a Igromedia).
Entre las revistas rusas sobre videojuegos, la revista Igromania en los años 2000 y 2010 tuvo la mayor circulación y audiencia y fue considerada una de las ediciones líderes de la prensa rusa sobre juegos.